# Hispaniola-amazone
De hispaniola-amazone (Amazona ventralis) is een amazonepapegaai uit de familie Psittacidae (papegaaien van Afrika en de Nieuwe Wereld). De wetenschappelijke naam van de soort werd als Psittacus vertralis in 1776 gepubliceerd door  Philipp Ludwig Statius Müller. Het is een door habitatverlies kwetsbaar geworden vogelsoort die alleen voorkomt op het eiland Hispaniola.

## Kenmerken
De vogel is 28 tot 31 cm lang en overwegend heldergroen gekleurd. Deze papegaai heeft verder een wit voorhoofd, blauwe hand- en slagpennen, een roodbruine vlek op de buik en rode veren in de staart.

## Verspreiding en leefgebied
Deze soort is endemisch op Hispaniola in Haïti en de Dominicaanse Republiek en de oostelijk gelegen eilanden. Daarnaast is de soort geïntroduceerd in Puerto Rico en de Maagdeneilanden. De leefgebieden van deze vogel liggen in diverse, onderling sterk verschillende typen bos, van bossavanne met palmbomen, tot meer vochtige naaldbossen in bergachtig gebied tot op 1200 meter boven zeeniveau. De vogels worden ook waargenomen in cultuurland, zoals in bananenplantages en maisvelden.

## Status
De grootte van de populatie werd in 2016 door BirdLife International geschat op 6 tot 15 duizend volwassen individuen. De populatie-aantallen nemen af door exploitatie en door habitatverlies. Hele broedsels worden gevangen en binnenslands verhandeld. Daarnaast wordt het leefgebied aangetast door ontbossing voor de winning van houtskool en waarbij natuurlijk bos plaats maakt voor intensief agrarisch gebruikt land. Om deze redenen staat deze soort als kwetsbaar op de Rode Lijst van de IUCN.
Er gelden beperkingen voor de handel in deze papegaai, want de soort staat in de Bijlage II van het CITES-verdrag.